# Koluvere
Koluvere (tyska: Lohde, Lode) är en by (estniska: küla) i västra Estland. Den ligger i Kullamaa kommun och landskapet Läänemaa, 70 km sydväst om huvudstaden Tallinn. 
Koluvere ligger 30 meter över havet och antalet invånare var 340 år 2011. Runt Koluvere är det mycket glesbefolkat, med 5 invånare per kvadratkilometer. Närmaste större samhälle är Märjamaa, 18 km öster om Koluvere. Ån Liivi jõgi rinner igenom byn.
På platsen byggde riddaren och stiftsfogden Johannes de Lode en befästning på 1200-talet. Från 1439 till 1560 tillhörde slottet biskopen av Ösel-Wiek. Under det livländska kriget (1558-1583) hade slottet växelvis danska, svenska och ryska ägare beroende på krigslyckan. År 1573 stod slaget vid Lode på platsen då svenska trupper besegrade en rysk armé. Från 1581 tillhörde Koluvere Sverige och drottning Kristina gav 1662 slottet till generallöjtnant Fredrik Löwe. Slottet stannade i familjen Löwes ägo även efter Sverige förlorat Svenska Estland till Ryssland 1710. År 1771 sålde familjen Löwe slottet till kejsarinnan Katarina II som överlät det till sin älskare Grigorij Orlov och därefter till Augusta Karolina av Braunschweig-Wolfenbüttel som sedermera dog på slottet. År 1797 gav tsar Paul I slottet till Fredrik Vilhelm von Buxhoevden vars ättlingar ägde det fram till 1919. Slottet, som idag är i privat ägo, är beläget på en konstgjord ö i floden Liivi som är uppdämd på platsen så att en sjö, Koluvere järv, har bildats uppströms.
Trakten ingår i den hemiboreala klimatzonen. Årsmedeltemperaturen i trakten är 2 °C. Den varmaste månaden är juli, då medeltemperaturen är 17 °C, och den kallaste är februari, med −11 °C.

## Galleri

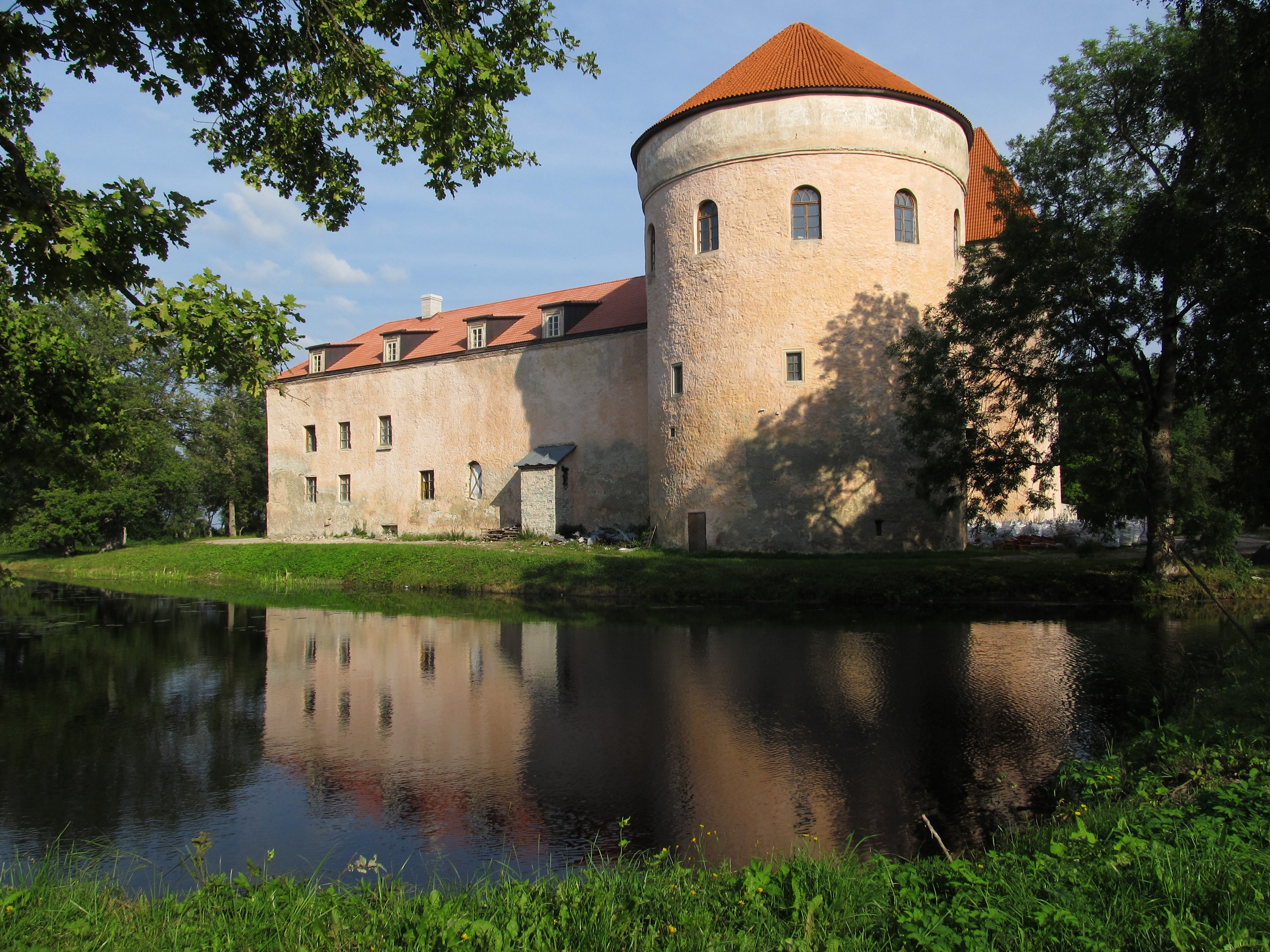
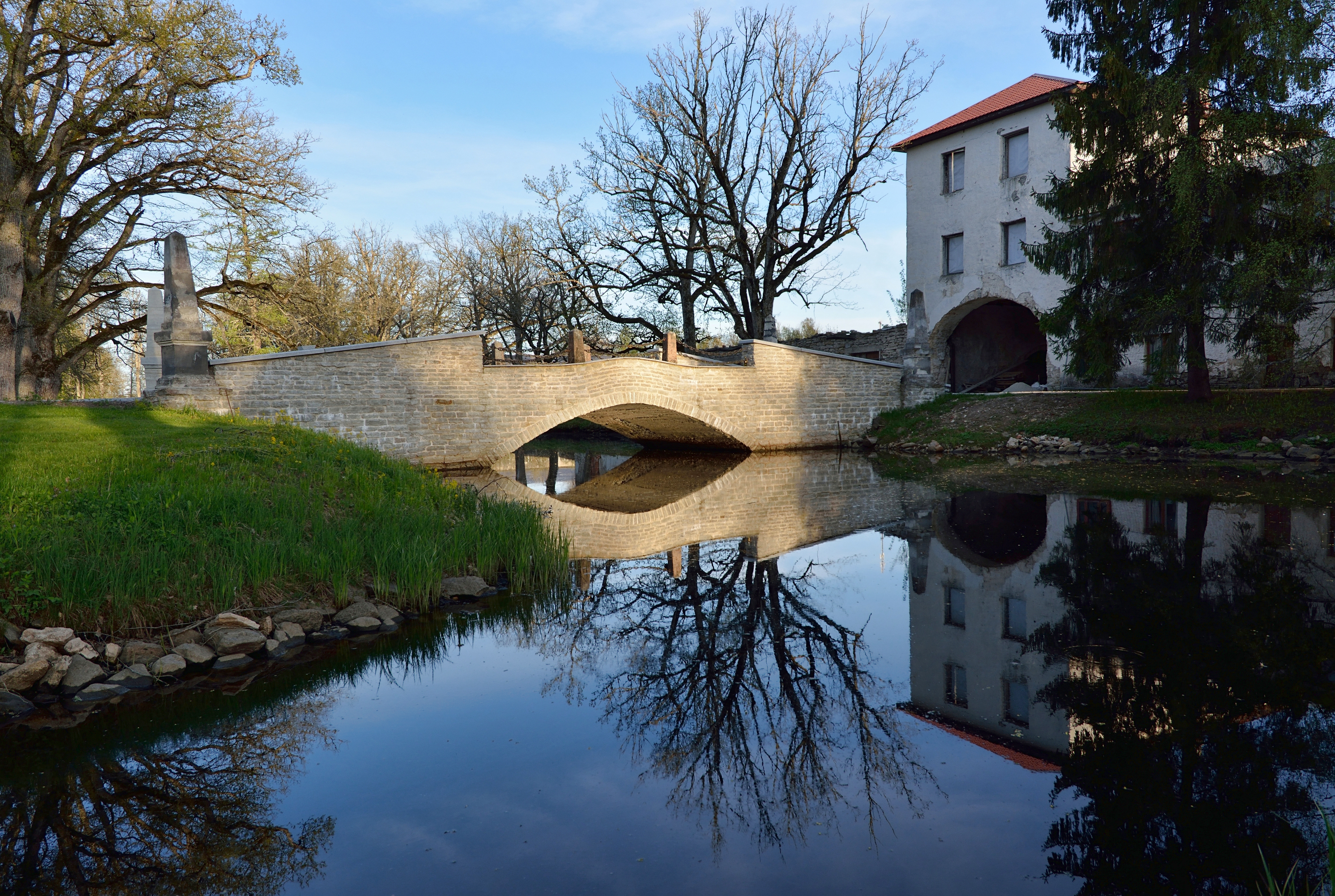
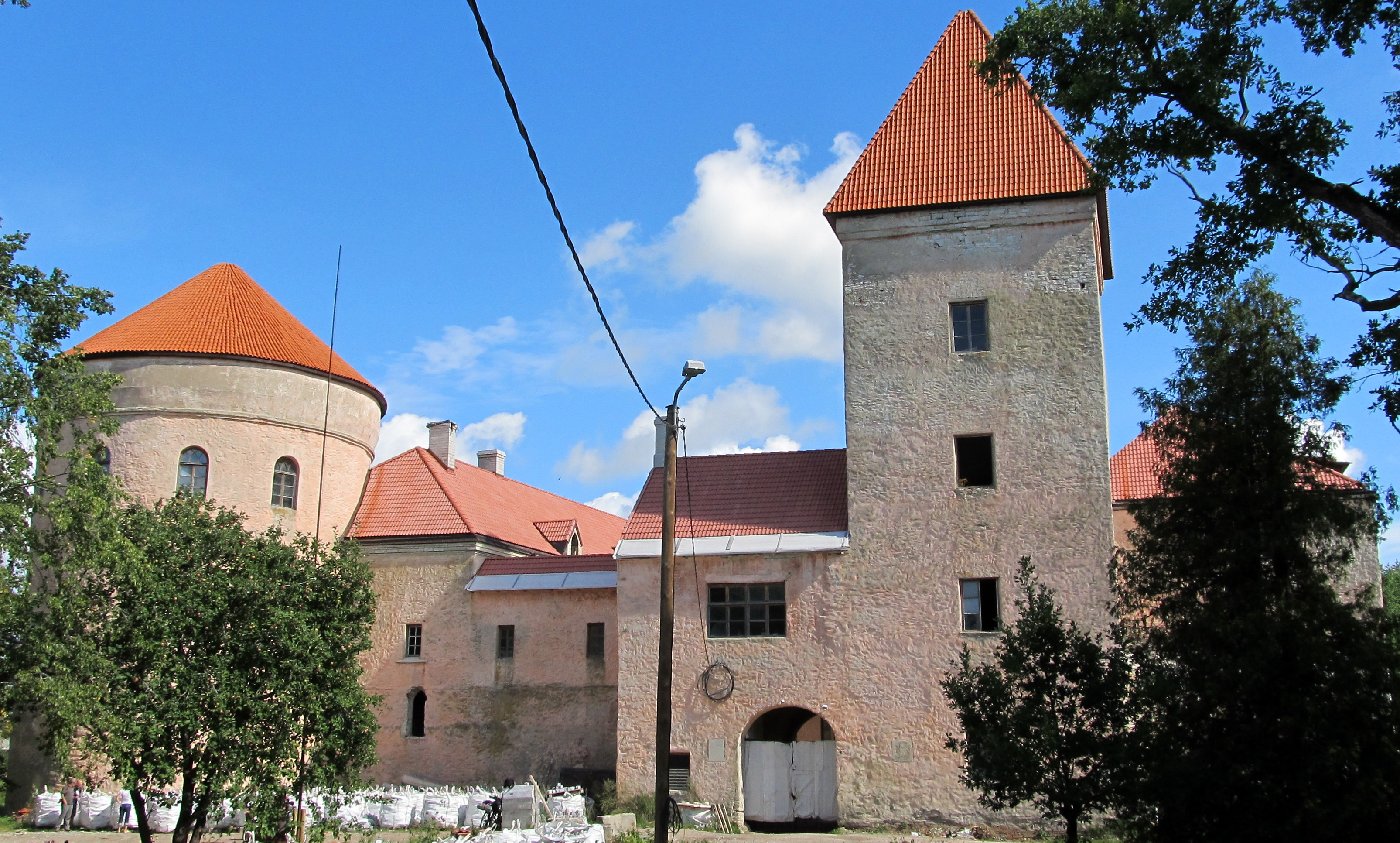
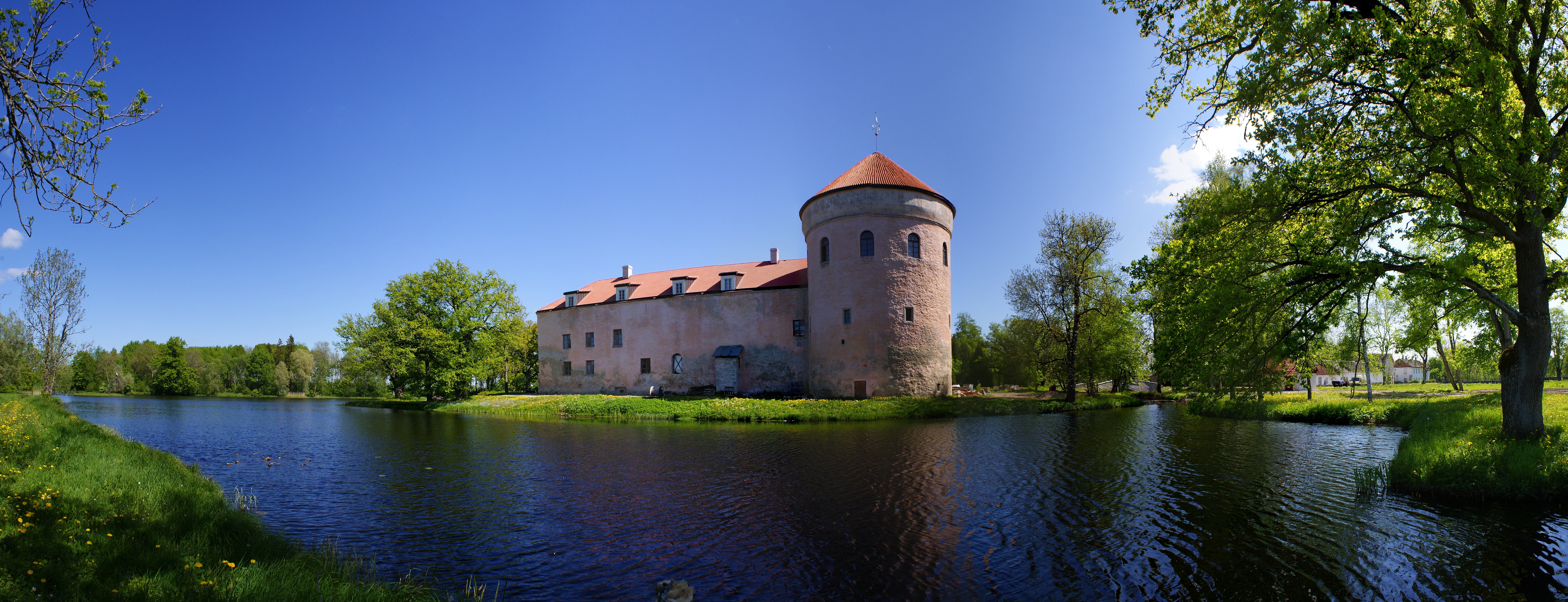